# Sanhadji de Srayr
La Tasenhajit ou le Sanhadji de Srayr (en tamazight : Taznagt n Srayr) est une langue berbère parlée par les Sanhadja de Srayr, un groupe ethnique du Rif, au Maroc. Il est à rapprocher aux langues de l'Atlas mais reste tout aussi proche des parler rifain voisin, notamment ceux de la province d'Al Hoceima avec lesquels il partage de nombreuses évolutions phonétiques,.

## Dialecte Rifain?
La classification du Sanhadji de Srair a en effet été sujette à plusieurs révisions au fil du temps, ce qui reflète les complexités linguistiques et culturelles de la région. Les premières classifications ont tendu à associer le Sanhadji de Srair au Rifain, probablement en raison de similarités phonétiques et lexicales entre les deux. Cette approche s'inscrivait dans une logique de proximité géographique et d'appartenance à la même famille linguistique berbère, le Tarifit, qui couvre les zones du Rif.
Cependant, pendant la période du protectorat espagnol, l'orientation scientifique a évolué. Des chercheurs comme Renisio, Ibanez et Carleton Coon ont jugé que le Sanhadji ne pouvait pas être considéré comme un simple dialecte du Rifain car ce dernier est un parler zénète, et ont plutôt établi des liens avec les langues de l'Atlas. Cela a mis en lumière la diversité interne des langues berbères et la complexité des relations entre les différentes variétés.
L'analyse plus récente de M. Lafkioui dans l'Atlas linguistique des variés berbères du Rif offre une perspective différente. Selon elle, le Sanhadji de Srair est un dialecte du Tarifit, mais avec des spécificités qui le rendent distinct. Elle souligne la compréhension mutuelle totale entre les locuteurs du Rifain des tribu avoisinantes (Ait Ouriaghel, Ait Ammart, Bakoya, Ait Yetteft) avec les locuteurs du Sanhadji, ce qui justifie cette classification. Lafkioui souligne aussi des traits linguistiques propres aux rifains qui se retrouve à la fois dans le tarifit du Rif oriental ainsi que dans les dialecte sanhaji (vocalisation du 'r', pronciation du 'l' en 'dj, etc.)
Cela montre comment la classification des langues peut être influencée par différents critères : géographiques, sociaux, historiques et linguistiques. Le Sanhadji de Srair, bien qu'il partage des caractéristiques avec le Rifain, reste une langue avec ses propres particularités, ce qui reflète la richesse et la diversité des dialectes berbères dans le monde

## Groupement tribal
Le sanhadji connait une forte variation dialectale interne: le parler des Ketama est considéré comme distinct de celui des autres tribus et n'est plus parlé que dans 7 villages: Aït Ahmed, Aït Aïssi, Makhzen, Asmmar, Talghount, Sahel et Zkara.
Le taux de locution du Sanhadji de Srayr varie également selon les tribus:
- Aït Ahmed : majoritairement berbérophone, minorité arabophone ;
- Aït Bchir : majoritairement berbérophone, minorité arabophone ;
- Aït Bounsar : intégralement berbérophone ;
- Aït Bouchibet : intégralement arabophone ;
- Aït Khennous : intégralement berbérophone ;
- Aït Mezdouy : intégralement berbérophone ; les hameaux du nord-est des Aït Mezdouy sont cependant influencés par le parler rifain[5] ;
- Aït Seddat : intégralement berbérophone
- Ketama : majoritairement arabophone, minorité berbérophone ;
- Taghzout : intégralement berbérophone ;
- Zarqet : intégralement berbérophone;

Le Tasenhajit est considéré par l'UNESCO comme étant « en situation critique ».

## Nombre estimé de locuteurs pour chaque tribu
Selon Evgeniya Gutova dans son livre "Senhaja Berber Varieties: phonology, Morphology, and Morphosyntax" le nombre estimé de locuteurs de Tasenhajit dans chaque tribu Senhadjienne est:
| Nom de tribu  | Note                          | Le nombre estimé de locuteurs de Tasenhajit |
| Ketama        | Mixte (Berbère et arabophone) | 17.000                                      |
| Aït Seddat    | Majoritairement berbérophone  | 17.000                                      |
| Taghzout      | Majoritairement berbérophone  | 5.000                                       |
| Aït Ahmed     | Majoritairement berbérophone  | 9.000                                       |
| Aït Bounsar   | Majoritairement berbérophone  | 7.000                                       |
| Aït Khennous  | Majoritairement berbérophone  | 9.000                                       |
| Aït Mezdouy   | Majoritairement berbérophone  | 10.000                                      |
| Zarqet        | Majoritairement berbérophone  | 6.000                                       |
| Aït Bchir     | Majoritairement berbérophone  | 6.000                                       |
| Aït Bouchibet | Majoritairement arabophone    | (-)                                         |
| Totale        |                               | 85.000 locuteurs.                           |